# John Stenhouse
Pour les articles homonymes, voir Stenhouse.
John Stenhouse (Glasgow, 21 octobre 1809 – Londres, 31 décembre 1880) est un chimiste écossais. Il a mis au point l'un des premiers appareils respiratoires fonctionnels (1854). Il fut l'un des membres fondateurs de la Chemical Society de Londres (1841).

## Biographie

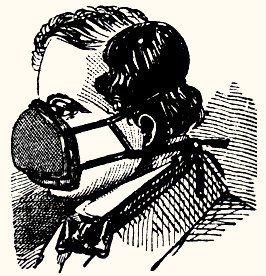
Masque respiratoire au charbon actif de John Stenhouse (dessin tiré du Class-Book of Chemistry d’Edward L. Youmans (New York, 1858)).

John Stenhouse était le fils aîné de William Stenhouse, un fabricant d’indiennes de Glasgow, et de sa femme Élisabeth née Currie ; il fut le seul de leurs enfants à parvenir à l'âge adulte,. Il effectua ses études secondaires à Glasgow puis à l’université de cette ville de 1824 à 1828. D'abord intéressé par la littérature, il se tourna ensuite vers la chimie, d'abord sous la direction du Pr Thomas Graham puis du Dr Thomas Thomson de l’université d'Anderson à Glasgow (aujourd'hui intégrée à l'université de Strathclyde ; l'un des bâtiments porte le nom de ce chimiste). Au cours de l'année universitaire 1837-1839, Stenhouse assista aux conférences de chimie données à l’université de Glasgow, puis partit poursuivre ses recherches en chimie pendant deux ans sous la direction de Justus Liebig à l'université de Giessen en Allemagne. De retour à Glasgow, il fut en 1841 l'un des membres fondateurs de la Chemical Society of London. En 1848, il fut élu Fellow de la Royal Society de Londres. L'université d'Aberdeen lui décerna un doctorat honoris causa en 1850.
Jusque-là Stenhouse avait vécu sur l'héritage que lui avait légué son père ; mais en 1850 le comptoir de commerce de Glasgow fit banqueroute : aussi sollicita-t-il, mais en vain, un poste d'enseignant à Owens College, qui est aujourd'hui rattaché à l'université de Manchester. Enfin au mois de février 1851, il fut recruté comme maître de conférences en chimie à l'école médicale de St Bartholomew's Hospital, à Londres. Le jeune August Kekulé (1829-1896), qui devait par la suite s'imposer comme l'un des plus éminents chimistes de la seconde moitié du XIXe siècle, était l'un de ses préparateurs à l'époque. En 1857, Stenhouse fit une hémorragie cérébrale qui le laissa à moitié paralysé, ce qui le contraignit à démissionner. Il quitta pour convalescence l'Angleterre en compagnie de sa mère pour Nice (alors ville du royaume de Piémont-Sardaigne) et demeura là-bas jusqu'à la mort de celle-ci en février 1860. Au mois de juin il était de retour en Angleterre et établit son laboratoire dans l'annexe d'une usine abandonnée de Rodney Street, à King's Cross (Londres) ; il gagnait sa vie de l'exploitation de quelques brevets et de travaux d'expertise, tout en poursuivant ses recherches de chimie, en dépit du fait qu'il ne pouvait plus se servir de ses mains : il employait des assistants (pour la plupart des étudiants du Royal College of Chemistry). Il y avait, parmi ces assistants, Raphael Meldola (1849-1915) et Charles E. Groves (1841-1920).
De 1865 à 1870, il fut assesseur de la Royal Mint (son ex-professeur Thomas Graham était le Master of the Mint en exercice). En 1871, il fut récompensé de la Royal Medal de la Royal Society pour ses travaux en chimie. En 1877, il fut reçu Fellow de l'Institute of Chemistry. Il mourut trois ans plus tard et fut inhumé au High Church New Cemetery de Glasgow.

## Découvertes
Stenhouse était un spécialiste de la chimie organique, et plus précisément de l'analyse chimique des substances sécrétées par les végétaux et de leurs applications médicales et industrielles : on lui doit notamment l'extraction du bétorcinol, homologue de l'orcinol, et de l'érythritol, deux extraits des lichens.
On lui est redevable de plusieurs inventions touchant le domaine des colorants (brevets du 13 octobre 1855 et du 12 juin 1856), des étanchéités (brevets du 8 janvier 1861 et du 21 janvier 1862), du raffinage du sucre, et du tannage ; mais il est surtout célèbre pour la mise en application des propriétés absorbantes du charbon actif en désinfection et en désodorisation, par l'invention des filtres à air et du masque respiratoire au charbon, toujours en usage aujourd’hui (brevets du 19 juillet 1860 et du 21 mai 1867). Parmi ses autres brevets, l'un concerne la fabrication des colles (7 mai 1857) et un autre la préparation de l’amidonnage et de l’apprêt des vêtements (29 avril 1868).